# SZZSD VL19
Az SZZSD VL19 szovjet 3000 V DC egyenáramú, Co' Co' tengelyelrendezésű villamosmozdony-sorozat volt. Összesen 144 db készült belőle 1932 és 1938 között.